# Сцинкови
Сцинкови (Scincidae) е семейство гущери от разред Люспести (Squamata).

## Разпространение
Разпространени са по целия свят, като преобладават видовете, живеещи на земята и копаещите. Някои видове, особено обитаващите пустините, могат да плуват в пясъка. Повечето са активни през деня.
Един вид се среща и на територията на България – късокракият гущер (Ablepharus kitaibelii).

## Описание
Повечето видове са средноголеми с дължина на тялото без опашката около 12 cm, макар че гигантските дървесни сцинкове (Corucia zebrata) могат да достигнат до 35 cm.
На външен вид сцинковите гущери наподобяват същинските гущери (Lacertidae), но повечето видове нямат ясно изразен врат, а краката им са сравнително малки. Някои родове, като Typhlosaurus изобщо нямат крайници, докато при други, като Neoseps, те са силно редуцирани. Начинът им на придвижване често наподобява повече този на змиите. Опашката им е дълга и заострена и може да се регенерира, след като бъде откъсната.

## Хранене
Сцинкови са хищници и се хранят главно с насекоми, включително щурци, скакалци, бръмбари и гъсеници. Те ядат и паякообразни, червеи, охлюви, други гущери и дребни гризачи.

## Размножаване
Приблизително 55% от видовете сцинкови са яйцеснасящи, а останалите са живораждащи. През размножителния период при някои видове се появява оранжево или червено оцветяване.

## Родове
Семейството включва над 1500 вида, обединени в 153 рода:
- Ablepharus – Късокраки гущери
- Acontias
- Acontophiops
- Afroablepharus
- Amphiglossus
- Androngo
- Anomalopus
- Apterygodon
- Asymblepharus
- Ateuchosaurus
- Barkudia
- Bartleia
- Bassiana
- Brachymeles – Филипински сцинкове
- Caledoniscincus
- Calyptotis
- Carlia
- Cautula
- Chabanaudia
- Chalcides
- Chalcidoseps
- Coeranoscincus
- Cophoscincopus
- Corucia – Гигантски дървесни сцинкове
- Cryptoblepharus
- Cryptoscincus
- Ctenotus
- Cyclodina
- Cyclodomorphus
- Dasia
- Davewakeum
- Egernia – Бодливоопашати сцинкове
- Emoia
- Eremiascincus
- Eroticoscincus
- Eugongylus
- Eulamprus
- Eumeces – Дългокраки сцинкове
- Eumecia
- Euprepes
- Eurylepis
- Feylinia
- Fojia
- Geomyersia
- Geoscincus
- Glaphyromorphus
- Gnypetoscincus
- Gongylomorphus
- Gongylus
- Graciliscincus
- Haackgreerius
- Hemiergis
- Hemisphaeriodon
- Isopachys
- Janetaescincus
- Lacertaspis
- Lacertoides
- Lacertus
- Lamprolepis
- Lampropholis
- Lankascincus
- Larutia
- Leiolopisma
- Leptoseps
- Leptosiaphos
- Lerista
- Lioscincus
- Lipinia
- Lobulia
- Lubuya
- Lygisaurus
- Lygosoma
- Mabuya
- Macroscincus
- Marmorosphax
- Melanoseps
- Menetia
- Mesoscincus
- Mochlus
- Morethia
- Nangura
- Nannoscincus
- Neoseps
- Nessia
- Niveoscincus
- Notoscincus
- Novoeumeces
- Oligosoma – Новозеландски сцинкове
- Ophiomorus
- Ophioscincus
- Pamelaescincus
- Panaspis
- Papuascincus
- Parachalcides
- Paracontias
- Paralipinia
- Parvoscincus
- Phoboscincus
- Plestiodon – Плестиодони
- Prasinohaema
- Proablepharus
- Proscelotes
- Pseudoacontias
- Pseudemoia
- Pygomeles
- Riopa
- Ristella
- Saiphos
- Saproscincus
- Scelotes
- Scincella
- Scincopus
- Scincus – Сцинкове
- Scolecoseps
- Sepsina
- Sigaloseps
- Simiscincus
- Sphenomorphus – Горски сцинкове
- Sphenops
- Tachygia
- Tiliqua – Гигантски гущери
- Tribolonotus
- Tropidophorus
- Tropidoscincus
- Typhlacontias
- Typhlosaurus
- Voeltzkowia